# 塞波
塞波（法語：Sépeaux，法語發音：[sepo]）是法国勃艮第-弗朗什-孔泰大区约讷省的一个旧市镇，属于桑斯区。2016年1月1日，塞波和相邻的圣罗曼勒普勒合并为新市镇塞波-圣罗曼（Sépeaux-Saint Romain），塞波为政府驻地。

## 地理
塞波（47°56'33"N, 3°14'8"E）面积19.91 平方千米，位于法国勃艮第-弗朗什-孔泰大區约讷省，该省份为法国中北部内陆省份，西接卢瓦雷省，西北接塞纳-马恩省，南至涅夫勒省，东临科多尔省，东北与奥布省接壤。
与塞波接壤的市镇（或旧市镇、城区）包括：弗兰河畔普雷西、拉塞勒圣西尔、贝翁、圣罗曼勒普勒、卢皮耶尔堡、谢维隆、维勒弗朗什。

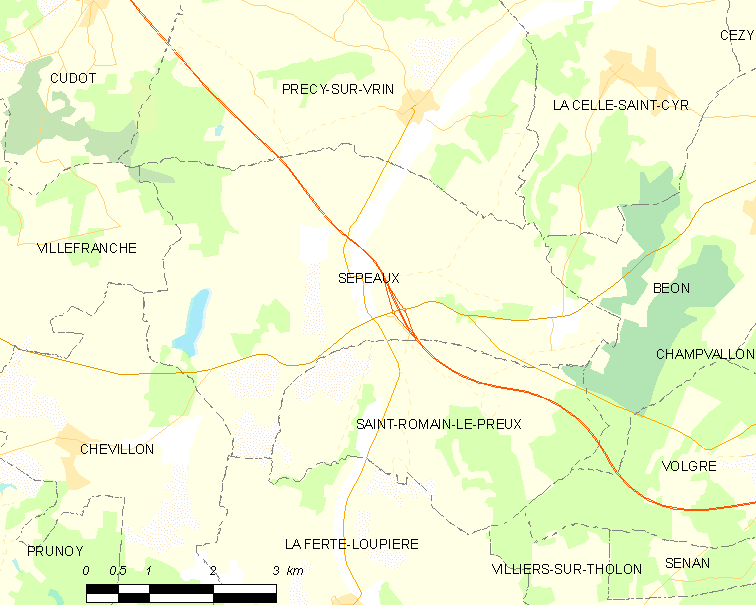
塞波的OSM定位图

塞波的时区为UTC+01:00、UTC+02:00（夏令时）。

## 行政
塞波的邮政编码为89116，INSEE市镇编码为89388。

## 政治
塞波所属的省级选区为沙尔尼-奥雷德皮赛县。

## 人口

1962-2008年间塞波人口变化图示

塞波于2018年1月1日时的人口数量为368人。